# Ukyō Kodachi
 (décembre 2019).
Si vous disposez d'ouvrages ou d'articles de référence ou si vous connaissez des sites web de qualité traitant du thème abordé ici, merci de compléter l'article en donnant les références utiles à sa vérifiabilité et en les liant à la section « Notes et références ».
 (décembre 2019).
Ukyô Kodachi (小太刀右京, Kodachi Ukyô), né le 1er avril 1979 à Hirakata, est un mangaka japonais. Il est l'auteur de Boruto, manga dérivé faisant suite à Naruto, illustrée par Mikio Ikemoto. Il a aussi publié l'adaptation en light novel de Boruto : Naruto le film et a beaucoup collaboré avec Masashi Kishimoto, le créateur de Naruto.

## Biographie
Etant jeune, Kodachi montre beaucoup d'interêt pour la science et la science-fiction. Etudiant, il devient un joueur dévoué de jeux de rôle sur table tels que Shadowrun et Tokyo NOVA (en).
Au début de sa carrière, il écrit des articles et des rediffusions pour divers jeux de rôle avant de devenir concepteur de jeux. Il finit par devenir romancier, écrivant des adaptations de divers animés de science-fiction et de jeux vidéo, ainsi que des scénarios, notamment pour les séries Macross, Gundam et Code Geass.

## Publications
- Neppu Kairi Bushi Road, 2013.
- Boruto : Naruto, le film, 2015.
- Gakkou gurashi!, 2015.
- Chaos Dragon : Sekiryu Seneki, 2015.
- Gunslinger Stratos, 2015.
- Danganronpa 3 : The End of Kibougamine Gakuen - Zetsubou Hen, 2016.
- Macross Delta, 2016.
- Fate/Apocrypha, 2017.
- Boruto: Naruto Next Generations, 2017.
- Ukyô Kodachi Infini-T Force ~Mirai no Byousen, 2017.
- Lord El Melloi II Sei no Jikenbo : Rail Zeppelin Grace Note, Hakamori to Neko to Matsutush, 2018.
- Gekijouban Infini-T Force : Gatchaman Saraba Tomo yo, 2018
- Lord El Melloi II Sei no Jikenbo : Rail Zeppelin Grace Note, 2019.
- Mashu ShoujoTokushuusen Asuka, 2019.